# 오스피탈 세베로 오초아역
오스피탈 세베로 오초아 역(스페인어: Hospital Severo Ochoa)은 마드리드 지하철 12호선의 역이다. 마드리드 지방 레가네스 시의 오레야나 대로에 위치해 있다. 근처에 위치한 세베로 오초아 병원에서 역명을 따왔다. 요금구역상으로는 B1구역에 속한다.

## 역사
2003년 4월 11일 12호선의 전 구간 개통과 함께 문을 열었다.

## 환승 정보
역 주변에 시외버스 정류장이 일곱 곳 있다.
버스
- 시외버스
  - 468, 481, 485, 486, 491, 492, 493, 497번 노선 (주간)
  - N803, N804번 노선 (야간)

지하철
| 마드리드 지하철     | 마드리드 지하철        | 마드리드 지하철        |
| ------------------- | ---------------------- | ---------------------- |
| 카사 델 렐로 순환선 | 마드리드 지하철 12호선 | 레가네스 센트랄 순환선 |